# Marilyn Maxwell
Marilyn Maxwell, właśc. Marvel Marilyn Maxwell (ur. 3 sierpnia 1921, zm. 20 marca 1972) – amerykańska aktorka.

## Życiorys
Urodziła się w miasteczku Clarinda, w Stanach Zjednoczonych. Kiedy miała pięć lat jej rodzice przeprowadzili się do Indianapolis. Swoją profesjonalną karierę w show biznesie rozpoczęła jako śpiewaczka radiowa. W 1942 roku podpisała kontrakt z MGM. Jako aktorka zadebiutowała w 1942 roku w filmie Gotowi do akcji (Stand By For Action), gdzie partnerował jej Robert Taylor. Następnie grała w takich filmach jak: Zagubieni w haremie (Lost in harem), Cytrynowy drops (The Lemon Drop Kid), Champion, czy Letnie wakacje (Summer Holiday). Bardzo często występowała obok znanych komediantów takich jak Bob Hope, Jerry Lewis, Jack Benny, czy duet Abbott i Costello. W 1972 roku zmarła na atak serca w wieku 51 lat.

## Życie rodzinne
Była trzykrotnie zamężna, wszystkie jej małżeństwa zakończyły się rozwodem. Jej mężami byli:
- 1. John Conte (1944 – 1946)
- 2. Anders McIntyre (01.01.1949 – 1950);
- 3. Jerry Davis (21.11.1954 – 21.12.1960)

Z tym ostatnim miała syna Matthew Paula (ur. 28.04.1956)

## Filmografia
- 1944: Zagubieni w haremie